# František Borák
František Borák (25. listopadu 1910 Bánov – 25. července 1975 Radslavice) byl katolický kněz a badatel. Za druhé světové války působil jako kaplan ve Valašských Kloboukách, o Velikonocích 1942 zpovídal Josefa Valčíka z výsadku Silver A. Podrobně se zabýval Kosmovou kronikou, v níž se mu podařilo dešifrovat dosud neznámé dějiny Moravy.

## Život

### Mládí, studia a předválečné období
František Borák se narodil 25. listopadu v Bánově u Uherského Brodu do rodiny Tomáše Boráka a jeho ženy Barbory jako jejich druhé nejmladší dítě. Měl pět bratrů a jednu sestru. Po pěti letech v obecné škole v Bánově nastoupil na gymnázium v Uherském Brodě, kde v roce 1930 odmaturoval. Poté studoval na Cyrilometodějské teologické fakultě v Olomouci.
5. července 1935 byl vysvěcen na kněze a 1. srpna téhož roku nastoupil jako kaplan kostela ve Slatinicích, kde působil až do 31. ledna 1939. V Praze absolvoval od 1. října 1936 do 26. února 1937 školu pro důstojníky duchovní služby v záloze a jako svobodník aspirant v záloze absolvoval v létě 1938 cvičení. V září/říjnu 1938 byl mobilizován k obraně republiky. Od 1. února 1939 do 31. března 1946 působil jako kaplan ve farním kostele Povýšení svatého Kříže ve Valašských Kloboukách.

### Druhá světová válka
O Velikonocích 1942 zpovídal Josefa Valčíka z výsadku Silver A. V té době již gestapo znalo Valčíkovu identitu a usilovně po něm pátralo. Postupně se Valčík skrýval u přátel v Dašicích, Mněticích, v Trnové a posléze na Valašskokloboucku, kde se zdržoval u své sestry Františky Sívkové ve Střelné a u Františka Boráka. O pobytu Valčíka na Valašsku věděl také jeho nadřízený děkan Vilém Skácel (strýc Klementa Gottwalda), druhý kaplan František Vlk a pozdější kloboucký děkan Josef Pechanec. V létě 1968 pak na toto téma František Borák hovořil s učitelem Milanem Hlavicou, kdy řekl: „Valčík byl tehdy v situaci, z níž neviděl východisko. Nechtěl vydat v nebezpečí svou rodinu, ale přihlásit se na četnické stanici odmítl. Nezbývá mu prý nic jiného, než aby to sám se sebou skončil. Chtěl si vzít život. Řekl jsem mu, že by to byl projev osobní slabosti, ale také zrada na věci, kterou byl pověřen. Sklopil oči, zastyděl se. Odcházel klidnější. Před odchodem jsem mu dal jako talisman obrázek svatého Václava od Mikoláše Alše. Byl jsem velice rozrušen.“ Valčík nakonec v polovině dubna přešel natrvalo do Prahy, kde svůj další osud spojil s členy operace Anthropoid.
František Borák poté pomáhal Valčíkově rodině, byl jim oporou a snažil se jim dodat naději a útěchu. Po úspěšném atentátu na Reinharda Heydricha, na jehož přípravě se Valčík podílel, a po uvěznění rodiny Valčíkových dohlížel na jejich pozůstalé děti ve Smolině. Na jeho podnět smolinští občané přijali děti do svých rodin, aby nebyly Němci odvlečeny. O době po Valčíkově smrti F. Borák uvedl: „Valčíkova rodina, hlavně Josefovi mladší sourozenci, hledali v těch dnech radu o pomoc u mne. Snažil jsem se jim dodat naděje a útěchy. Situace byla den ze dne hrozivější. Nedalo mi to a znovu jsem zašel do Smoliny. Právě jsem probíral s Valčíkovými celou situaci, když tu před domem zabrzdilo policejní auto. V poslední chvíli jsem stačil vyskočit z okna do dvorku. Tenkrát se gestapo omezilo pouze na několik otázek. Rodina zůstala ještě doma. Příštího dne byla neděle. Valčíkovi přišli do kostela, připravit se na smrt. Prosili mne, abych se postaral o jejich čtyři děti…“ 14 členů členů Valčíkovy rodiny bylo zatčeno gestapem a transportováno do koncentračního tábora Mauthausen, kde bylo 13 z nich popraveno 24. října 1942 (těhotná Valčíkova sestra Františka byla popravena až po porodu syna 26. ledna 1943).
František Borák byl několikrát vyslýchán gestapem, nakonec ho ale propustili.

### Po válce
Již od mládí se zajímal o historii a měl vynikající znalosti latiny a staroslověnštiny. Podrobně se zabýval dílem kronikáře Kosmy, čemuž se intenzivněji věnoval po válce. Své zkoumání sepsal ve svém díle Neznámá historie Moravy v IX. až XI. století, které však nebylo dosud vydáno. Na základě anagramů (přesmyček) v Kosmově kronice se mu podařilo dešifrovat dosud neznámé dějiny Moravy. V latinském textu objevil skrytý obsah ve staroslověnštině, respektive staročeštině. Zároveň předložil i zajímavé výklady, upozornil například na nepřátelské vystupování Němců, ale i Čechů proti Velké Moravě a falšování moravské historie.
V poválečném období působil František Borák na farách v Cerekvici, v Hořičkách u České Skalice a v Mlázovicích. Posledním jeho působištěm byly Radslavice u Přerova, do kterých se přestěhoval v roce 1964.
Zemřel 25. července 1975 v Radslavicích.